# Flottement
«  Flutter (aviation) » redirige ici. Pour les autres significations, voir Flutter.
En aviation, le flottement ou flutter (de l'anglais flutter « battement des ailes ») est un phénomène de couplage aéroélastique, potentiellement destructeur, entre les forces aérodynamiques et la structure d'un aéronef en vol. Il apparaît généralement à vitesse élevée, ce qui conduit à limiter la vitesse maximale d'un aéronef.

## Historique
Lors de la conception et de l'utilisation des premiers avions rapides, dans les années 1920, les pilotes pionniers s’aperçurent rapidement d'un problème dû à la sur-vitesse de leurs aéronefs. En effet, aux alentours de 200 km/h, ceux-ci subissaient le flutter et les vibrations qui y sont accordées jusqu'à la désintégration des avions, causant ainsi de nombreux accidents dramatiques[réf. souhaitée]. 
Afin d'éviter la destruction de leurs appareils, les pilotes renforcèrent premièrement la structure puis la rigidité des matériaux utilisés. Mais la compréhension de ce phénomène n'intervint qu'après des recherches théoriques qui aboutirent à la découverte du couplage aéroélastique, appelé plus généralement flutter[réf. souhaitée].

## Description
Quelle que soit sa construction, un avion subit des efforts en vol, mais aussi au niveau du sol, lors des roulages ou des atterrissages et des freinages. De ces efforts résultent des déformations. Celles-ci vont provoquer des contraintes qui, en vol, déforment la voilure longitudinalement (flexion du longeron) et transversalement par torsion ou vrillage (nervures et revêtement). Or, lorsque la vitesse de l'écoulement de l'air augmente autour d'une aile, la fréquence des mouvements de torsion diminue mais celle des mouvements de flexion augmente[réf. souhaitée].
Il en résulte une vitesse, appelée vitesse critique, pour laquelle ces deux fréquences sont égales et provoquent des phénomènes de résonance. En mécanique, la résonance est un phénomène d’auto-amplification conduisant à la rupture. La résonance va provoquer l'amplification des mouvements de flexion et de torsion en un phénomène appelé flutter, qui, s'il se prolonge plus de quelques secondes à quelques dizaines de secondes, conduit à la destruction explosive de l'aile ou d'une partie aérodynamique de l'avion[réf. souhaitée].

## Précautions pour éviter ce phénomène
Lors de la conception de l'avion, les ingénieurs repoussent au maximum le flutter en augmentant la rigidité de certaines parties de l'appareil mais il existe toujours une vitesse critique.
De plus, la mise en place de « saumons » (poids) au bout des parties de l'avion concernées (ailes et gouvernes notamment) peut diminuer la résonance de celle-ci en modifiant son centre de gravité. Cette technique est dite d'équilibrage des gouvernes.

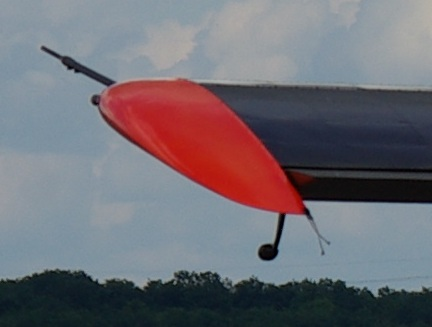
En rouge, le saumon d'aile du MH-1521 Broussard.

Afin de rester en deçà de cette vitesse critique, le pilote ne doit jamais dépasser la vitesse indiquée par un trait rouge sur son anémomètre : la VNE (en anglais : Velocity Never Exceed). On notera que la VNE n'a strictement rien à voir avec la motorisation de l'avion, les planeurs (qui n'ont pas de moteurs) peuvent donc être aussi sujets au flutter.
Les avions de ligne volent à haute altitude à des vitesses élevées. L'indication utile est alors le Nombre de Mach ; la VMO (en anglais : Velocity Maximum Operating) devient le MMO, Mach Maxi en Opération, paramètre de vitesse à ne jamais dépasser. À l'approche de la vitesse du son l'écoulement devient transsonique sur le dessus de l'aile. Une onde de choc, perpendiculaire à la surface de l'extrados, perturbe l'écoulement ; il en résulte une augmentation de la traînée, une diminution de la portance, et des tremblements. 